# Pilea peperomioides
Pilea peperomioides là loài thực vật có hoa trong họ Tầm ma. Loài này được Diels miêu tả khoa học đầu tiên năm 1912.